# 鶴美山侑宏
鶴美山 侑宏（つるみやま ともひろ、1924年6月27日 - 1989年10月18日）は、井筒部屋、時津風部屋（当初は双葉山相撲道場）、再度井筒部屋、陸奥部屋に所属した元力士、元若者頭。本名は近藤 貢（こんどう みつぐ）。現在の東京都荒川区出身。176cm、113kg。最高位は西十両16枚目。得意技は左四つ、寄り。

## 経歴
1939年1月場所に初土俵。序ノ口で全敗したり、幕下から序二段まで下がるなど、出世が遅かったが、初土俵が同期の栃錦に「十両に上がったら俺の化粧廻しをやるから」と励まされて奮起し、初土俵から16年が経った1955年3月場所に30歳で十両昇進。1957年1月場所に32歳で引退し、若者頭に転じた。1987年6月に定年退職。

## 主な成績
- 通算成績：215勝242敗4休  勝率.470
- 十両成績：29勝46敗  勝率.387
- 現役在位：48場所
- 十両在位：5場所

### 場所別成績
| 1939年 （昭和14年） | （前相撲）              | x                 | （番付外）            | x                   |
| 1940年 （昭和15年） | （前相撲）              | x                 | 東序ノ口36枚目 0–8    | x                   |
| 1941年 （昭和16年） | （前相撲）              | x                 | 西序ノ口24枚目 5–3    | x                   |
| 1942年 （昭和17年） | 西序二段42枚目 2–6      | x                 | 西序二段60枚目 5–3    | x                   |
| 1943年 （昭和18年） | 東序二段25枚目 3–5      | x                 | 東序二段28枚目 4–4    | x                   |
| 1944年 （昭和19年） | 西序二段20枚目 4–4      | x                 | 西序二段9枚目 2–2–1   | 西序二段18枚目 4–1  |
| 1945年 （昭和20年） | x                       | x                 | 東三段目16枚目 2–2–1  | 東三段目10枚目 3–2  |
| 1946年 （昭和21年） | x                       | x                 | 国技館修理 のため中止 | 東幕下26枚目 2–5    |
| 1947年 （昭和22年） | x                       | x                 | 西三段目7枚目 1–4     | 東序二段5枚目 2–4   |
| 1948年 （昭和23年） | x                       | x                 | 西序二段9枚目 2–4     | 西序二段14枚目 4–2  |
| 1949年 （昭和24年） | 西三段目27枚目 4–8      | x                 | 東序二段2枚目 9–6     | 西三段目20枚目 10–5 |
| 1950年 （昭和25年） | 西三段目筆頭 8–7        | x                 | 東幕下26枚目 8–7      | 西幕下25枚目 7–8    |
| 1951年 （昭和26年） | 西幕下25枚目 7–8        | x                 | 西幕下25枚目 8–7      | 東幕下20枚目 6–9    |
| 1952年 （昭和27年） | 東幕下26枚目 6–9        | x                 | 東幕下30枚目 9–6      | 西幕下20枚目 6–9    |
| 1953年 （昭和28年） | 東幕下23枚目 5–10       | 西幕下29枚目 7–1  | 東幕下20枚目 4–2–2    | 東幕下17枚目 7–1    |
| 1954年 （昭和29年） | 西幕下7枚目 3–5         | 西幕下11枚目 3–5  | 東幕下14枚目 4–4      | 東幕下13枚目 5–3    |
| 1955年 （昭和30年） | 西幕下6枚目 7–1         | 西十両19枚目 7–8  | 西十両20枚目 4–11     | 西幕下2枚目 5–3     |
| 1956年 （昭和31年） | 東十両21枚目 8–7        | 西十両16枚目 5–10 | 東十両21枚目 5–10     | 西幕下5枚目 2–6     |
| 1957年 （昭和32年） | 西幕下10枚目 引退 1–7–0 | x                 | x                     | x                   |
| 各欄の数字は、「勝ち-負け-休場」を示す。 優勝 引退 休場 十両 幕下 三賞：敢=敢闘賞、殊=殊勲賞、技=技能賞 その他：★=金星 番付階級：幕内 - 十両 - 幕下 - 三段目 - 序二段 - 序ノ口 幕内序列：横綱 - 大関 - 関脇 - 小結 - 前頭（「#数字」は各位内の序列） |                         |                   |                       |                     |

## 改名歴
- 近藤 貢（こんどう みつぐ）1939年1月場所 - 1941年1月場所
- 海洋山（かいようざん）1941年5月場所 - 1947年11月場所
- 鶴美山 侑宏（つるみやま みともひろ）1948年5月場所 - 1957年1月場所